# George Dickson
George Dickson, född 8 juli 1862 i Göteborg, död 7 oktober 1933 i Lerum, var en svensk bankdirektör.
Han var son till Edward Dickson och Isobel Gordon, och var sedan 1896 gift med Bell Dickson, dotter till disponent William Gibson och Ingeborg Kjellberg, Carl Kjellbergs dotter.
Dickson blev 1881 anställd på Union Bank of Scotlands Londonkontor. År 1900 kom han till Göteborgs Enskilda Bank. Från 1903 var han kassadirektör och 1905-1922 verkställande direktör och efter det styrelseordförande i Göteborgs Bank. Ordförande i Göteborgs intecknings garanti AB, Robert Dicksons stiftelse och Anglo-Swedish Society 1920-1930. Styrelseledamot bland annat i Göteborgs museum, Trävaru AB Dalarne, Jonsereds Fabrikers AB.
Han är begravd på Östra kyrkogården i Göteborg.